# Nazist
Nazist (în germană Nazi) este denumirea dată adepților așa-numitului „socialism național” (Nationalsozialismus) din Germania de dintre războaie. Inițial cuvântul a fost folosit de antihitleriști ca analogie ironică la cuvântul Sozi (= socialist, adept al partidului german SPD). Mai târziu cuvântul exprima și dezaprobarea clară a „socialismului național”, politica partidului hitlerist NSDAP.
După cel de-Al Doilea Război Mondial a apărut și cuvântul Entnazifizierung („denazificare”), care înseamnă acțiunea pe mai mulți ani de înlăturare sistematică a (foștilor) naziști din serviciile publice germane de stat. Însă în 2010-2011 a ieșit la iveală că multă vreme după încheierea războiului chiar unele ministere din noua RFG, așa de ex. Ministerul Apărării și Ministerul de Interne, au avut drept angajați mulți foști naziști.